# Ист Франклин (Њу Џерзи)
Ист Франклин (енгл. East Franklin) насељено је место без административног статуса у америчкој савезној држави Њу Џерзи.

## Демографија
По попису из 2010. године број становника је 8.669.
| Група             | 2000.    | 2010.         |
| Белци             | 0 (0,0%) | 1.209 (13,9%) |
| Афроамериканци    | 0 (0,0%) | 3.379 (39,0%) |
| Азијати           | 0 (0,0%) | 453 (5,2%)    |
| Хиспаноамериканци | 0 (0,0%) | 3.565 (41,1%) |
| Укупно            | 0        | 8.669         |